# Silvina Bullrich

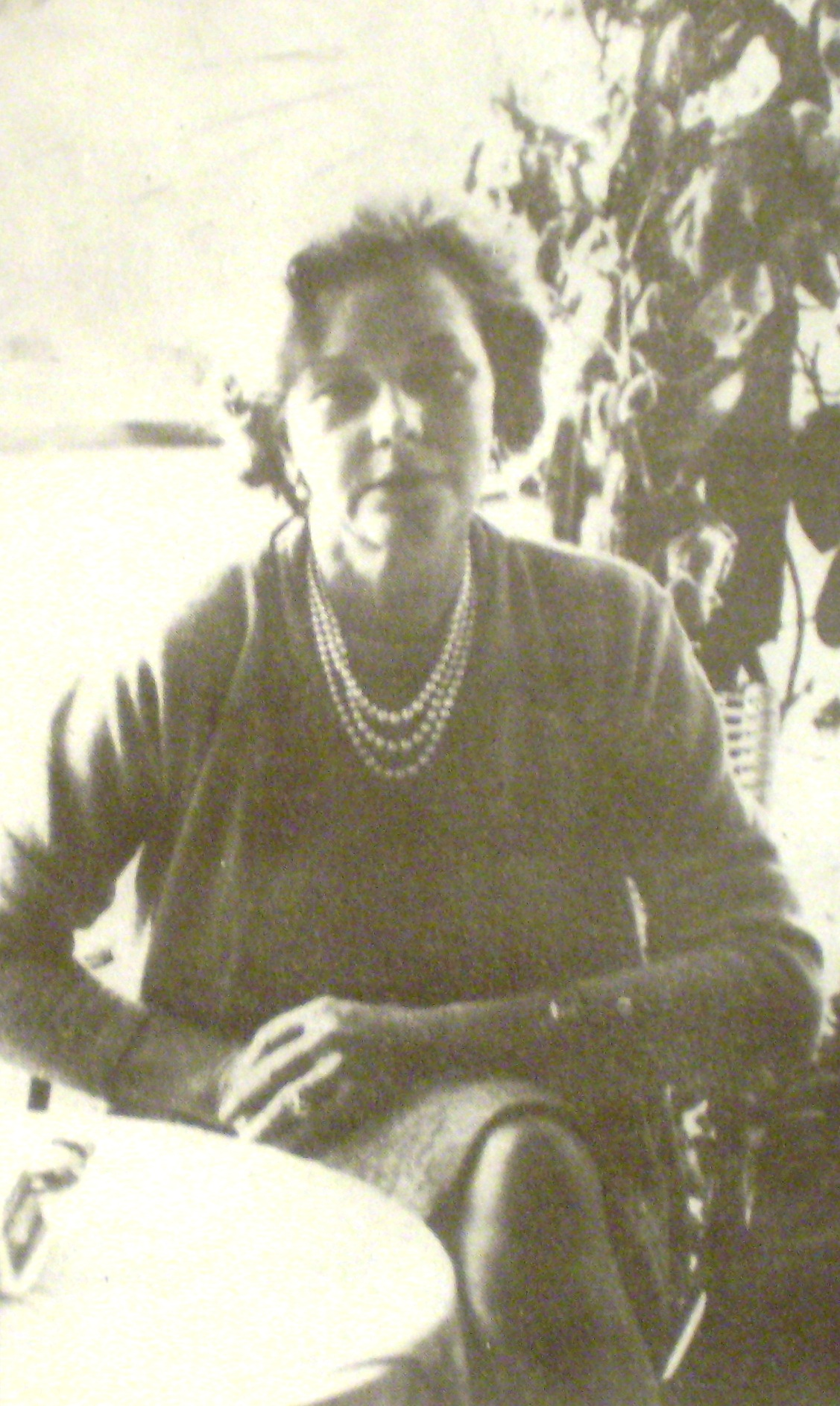
Silvina Bullrich 1968

Silvina Bullrich, eigentl. Silvina Bullrich de Palenque, (* 4. Oktober 1915 in Buenos Aires; † 2. Juli 1990 in Genf, Schweiz) war eine argentinische Schriftstellerin. Mit Martha Mercader, Beatriz Guido und Angélica Bosco zählt Silvina Bullrich zu den erfolgreichsten argentinischen Autorinnen ihrer Zeit.

## Leben und Karriere
Bullrich stammte aus einer wohlhabenden Familie; ihr Vater war Rafael Augusto Bullrich, ein Mediziner mit deutschen Vorfahren und ihre Mutter María Meyrelles stammte von portugiesischen Immigranten ab. Einer ihrer Großväter wirkte als Diplomat in Paris. Zusammen mit ihren beiden Schwestern wurde meistenteils durch Hauslehrer unterrichtet.
Ihre ersten literarischen Versuche stammen aus ihrer Jugendzeit und wurden besonders durch ihren Vater gefördert. Für einige Zeit fungierte sie auch als dessen Sekretärin. Ihre erste Veröffentlichung war in der Zeitung La Nación zu lesen; für diese schrieb nahezu bis an ihr Lebensende. Mit der Veröffentlichung Vibraciones (1936), einer Lyrikanthologie wurde auch die offizielle Literaturkritik auf Bullrich aufmerksam. Sie wurde mit Adolfo Bioy Casares Héctor Pedro Bloomberg und Jorge Luis Borges bekannt; mit letzterem gestaltete sich mit der Zeit eine Zusammenarbeit.
Im Dezember 1936 heiratete Bullrich mit 21 Jahren den Juristen Arturo Palenque Carrera und hatte mit ihm einen Sohn; Daniel (* 1937). 1945 trennte sich Bullrich von ihrem Ehemann und im Dezember 1946 nach genau zehnjähriger Ehe rechtskräftig geschieden. Im darauffolgenden Jahr erkrankte sie an Tuberkulose. Anlässlich eines Kuraufenthaltes machte sie die Bekanntschaft von Marcelo Dupont, den sie später auch heiratete. Ihr zweiter Ehemann starb bereits 1956 an Krebs. Um 1970 erkrankte Bullrich an Lungenkrebs und starb im Alter von beinahe 75 Jahren am 2. Juli 1990 in Genf.

## Werke (Auswahl)
als Autorin
- La bicicletta. 1986
- Los burgueses. 1964.
- George Sand. Biografía.
- Mis memorias. 1980.
- Un momento muy largo. 1961.
- La redoma del primer ángel. 1943.
- La tercer versión. 1944.
- Vibraciones. 1935

als Übersetzerin
- Simone de Beauvoir: Memorias de una joven formal („Memoiren einer Tochter aus gutem Hause“)
- Béatrix Beck: Léon Morin, sacerdote
- Guy des Cars: Les filles de joie
- Graham Greene: El tercer hombre („Der dritte Mann“)
- Louis Jouvet

## Ehrungen
- 1944 – Prémio Municipal für „La redoma de primer ángel“